# Пиковая дама (фильм, 1965)
«Пиковая дама» (фр.: La dame de pique) — французский фильм 1965 года режиссёра Леонарда Кейгеля по мотивам одноимённой повести А. С. Пушкина.

## Сюжет
Конец XVIII века. Анна Фёдоровна, русская графиня и жена посла в Париже, имеет манию играть в карты. Однажды неизвестный сообщает ей секрет игры, но которым она будет иметь право воспользоваться только один раз. Она играет, выигрывает и зарекается от игры. Но происходит Французская революция, и графиня с мужем бегут из Парижа, но чтобы уговорить охранников у ворот выпустить их, она предлагает им игу, говорит секрет своему мужу, и он выигрывает их свободу. Но муж решает сыграть ещё раз — его тут же настигает шальная пуля.
Спустя годы, в России, графиня из слабости выдала свой секрет молодому любовнику, а тот не удержавшись сыграл второй раз, и вскоре был убит на дуэли. Теперь графиня живёт уединённо. Но одержимый игрой Герман, который услышал о секрете игры «Пиковой дамы» и подбирается к графине, соблазнив молодую протеже графини Лизу. Графиня умирает от сердечного приступа, не выдав ему секрета, но на следующую ночь она появляется в его сне и передаёт его ему секрет говоря, что он должен жениться на Лизе, и уведомляет, что воспользоваться секретом в игре он может лишь раз. Но Герман не желает жениться, Лиза совершает самоубийство. Герман же используя секрет играет раз, затем второй и третий — и в игре вместо дамы пик приходит туз, и туз в его руках превращается в даму пик. Он проигрывает и сходит с ума.

## В ролях
- Дита Парло — графиня Анна Фёдоровна
- Мишель Сюбор — Герман
- Симона Бах — Лиза
- Катарина Ренн — Дусет
- Бернар Тифэн — Томский
- Колетт Тесседр — игрок
- Жак Мори — игрок
- Жан Негрони — граф де Сен-Жермен
- Филипп Лемер — герцог Айенский
- Патрик Легран — герцог Орлеанский
- Андрэ Шарпак — муж Анны Фёдоровны, посол в Париже
- Жаклин Монсиньи — королева Франции Мария-Антуанетта